# غودفري برينلي
غودفري برينلي (بالإنجليزية: Godfrey Brinley)‏ مواليد 22 نوفمبر 1864 في نيوجيرسي - الوفاة 6 مايو 1939 في جمهورية راغوزا، كان لاعب كرة مضرب أمريكي بدأ مسيرته كمحترف سنة 1882، اعتزل اللعب في 1888. وصل إلى نهائي البطولات الوطنية الأمريكية 1885 وخسر أمام المدافع عن اللقب ريتشارد سيرز.